# Классицизм (русская литература)
В России классици́зм был известен с начала XVIII до начала XIX века и всё это время был господствующим направлением и методом в литературе. Одной из важных черт этого литературного течения являлось обращение к образам античной литературы и искусства как к идеальному эстетическому эталону. Важнейшими представителями являлись А. Д. Кантемир, М. В. Ломоносов, Д. И. Фонвизин и Г. Р. Державин.

## Начало
Первым классицистическим писателем в России был Антиох Кантемир. Он первым написал произведения классицистического жанра (а именно сатиры, эпиграммы и другие).

### История возникновения русского классицизма по В. И. Федорову
1 период: литература петровского времени; она носит переходный характер; основная особенность — интенсивный процесс «обмирщения» (то есть замена литературы религиозной литературой светской — 1689—1725 года) — предпосылки возникновения классицизма.
2 период: 1730—1742 года — эти годы характеризуются формированием классицизма, созданием новой жанровой системы, углубленной разработкой русского языка.
3 период: 1743—1755 года — дальнейшая эволюция классицизма, расцвет сатиры, появление предпосылок к зарождению сентиментализма.
4 период: последняя четверть века — начало кризиса классицизма, оформление сентиментализма, усиление реалистических тенденций (1. Направление, развитие, склонность, стремление; 2. Замысел, идея изложения, изображения).

## Тредиаковский, Ломоносов, Сумароков
Следующий виток развития классицизм получил в России при Тредиаковском, Ломоносове, Сумарокове. Ими была создана русская силлабо-тоническая система стихосложения и введены многие западные жанры (такие как мадригал, сонет и т. п.)
Силлабо-тоническая система стихосложения — система государственного стихосложения. Включает два ритмообразующих фактора — слог и ударение — и подразумевает закономерное чередование фрагментов текста с равным количеством слогов, среди которых ударные слоги определенным закономерным образом чередуются с безударными. Именно в рамках этой системы написана большая часть русских стихов.

## Державин
Державин развивает традиции русского классицизма вслед за Ломоносовым, Сумароковым и Тредиаковским. Для него предназначение поэта — прославление великих поступков и порицание дурных. В оде «Фелица» он прославляет просвещённую монархию, которую олицетворяет правление Екатерины II. Умная, справедливая императрица противопоставляется алчным и корыстным придворным вельможам.
Главным объектом поэтики Державина является человек как неповторимая индивидуальность во всём богатстве личных вкусов и пристрастий. Многие его оды имеют философский характер, в них обсуждается место и предназначение человека на земле, проблемы жизни и смерти (ода «Бог»).
Державин создаёт ряд образцов лирических стихотворений, в которых философская напряженность его од сочетается с эмоциональным отношением к описываемым событиям. В стихотворении «Снегирь» (1800) Державин оплакивает кончину Суворова.

## Падение классицизма
В начале XIX века классицизм со свойственной ему тяжеловесностью стал отмирать, а на смену ему пришло новое направление — сентиментализм.